# Nicotiana arentsii
Nicotiana arentsii är en potatisväxtart som beskrevs av Goodspeed. Nicotiana arentsii ingår i släktet tobak, och familjen potatisväxter. Inga underarter finns listade i Catalogue of Life.